# Howard Gaye
Howard Gaye (23 de mayo de 1878 - 26 de diciembre de 1955) fue un actor británico que trabajó en Estados Unidos. Apareció en 27 películas mudas, incluidas las epopeyas de D.W. Griffith El nacimiento de una nación (1915) donde interpreta a Robert E. Lee e Intolerancia (1916) donde interpreta a Jesús de Nazaret.

## Filmografía parcial
- Home, Sweet Home (1914)
- The Birth of a Nation (1915) as Gen. Robert E. Lee
- Daphne and the Pirate (1916) as Prince Henri
- Flirting with Fate (1916) as Roland Dabney
- The Little School Ma'am (1916) como el Viejo Tyler
- Intolerance (1916) como Jesús de Nazaret / Cardinal de Lorraine
- The Devil's Needle (1916) as Sir Gordon Galloway
- Diane of the Follies (1916) as Don Livingston
- Everybody's Doing It (1916) como Caballero de la sociedad
- The Spirit of '76 (1917) como Lionel Esmond
- The Spy (1917) como Baron von Bergen
- The Scarlet Pimpernel (1917) como Lord Antony Dewhurst
- Restitution (1918) como Jesús
- The Uplifters (1919) como Larry Holden
- An Adventure in Hearts (1919) como Paul Sharpe
- The Six Best Cellars (1920) como Tommy Blair
- Passion's Playground (1920) como James Hanaford
- A Slave of Vanity (1920) como Arthur Kane
- To Please One Woman (1920) como el esposo de Leila
- My Lady's Latchkey (1921) como Lord Annesley-Seton
- What's a Wife Worth? (1921) como Henry Burton
- Sacred and Profane Love (1921) como Albert Vicary
- A Prince of Lovers (1922) como Lord Byron
- Scaramouche (1923) como Vizconde de Albert (Sin acreditar)
- The Dancer of the Nile (1923) como Faraón
- Dante's Inferno (1924) como Virgilio